# 比亨豪特
比亨豪特（荷蘭語：Buggenhout，荷蘭語發音：[ˈbʏɣə(n)ɦʌu̯t] ⓘ）是比利时弗拉芒大區东佛兰德省登德爾蒙德區的一个市镇，位于登德尔地区，地处东佛兰德、安特卫普、弗拉芒布拉班特三省交界处，通行荷蘭語，是弗拉芒社群的一部分，面积25.25平方千米，人口14,475人（2018年1月1日）。